# イボタケ目
イボタケ目(学名:Thelephorales)は担子菌門真正担子菌綱の菌類の一群である。一般に強靭な肉質あるいは革質～コルク質で、形態的には膏薬状をなして枯れ木などにべったりと広がってかさや柄を形成しないものから、樹枝状ないしサンゴ状に分岐するもの、分岐する柄の先端にへら状のかさを形成してハボタン状をなすもの、あるいは明らかなかさと柄とに分化するものまでが含まれ、胞子を形成する子実層托は多くの分類群において細い針状突起の形態をとることから、一般に Tooth fungus の名があるが、しわひだ状を呈するものや管孔状をなすものも僅かに含まれている。

## 分類

### 歴史
イボタケ目は1968年にE.J.H. Cornerによって言及されていたが、1976年にドイツの菌類学者Franz Oberwinklerがイボタケ科とマツバハリタケ科を含めて正式かつ有効に発表するまで、正式な分類群として扱われていなかった。
もともとはこの目に属する分類群は、担子器果（子実体の形態的多様性に富むと想定されていたが、一般的にいくつかの特徴、特に担子胞子での形の類似性とテレフォール酸誘導体の存在に起因する子実体の色調の類似性（一般に褐色系の色調を示す）を共有しており、胞子（無色あるいは褐色）の表面にとげやいぼを備え、また、水酸化カリウムなどのアルカリ性物質によって、子実体が青色ないし暗緑色に変色する呈色反応がしばしば認められる。

### 現代での扱い
DNAの塩基配列の差異に基づく分子系統学的研究でも、この目はハラタケ目とまったく別のグループを構成しており、むしろ、俗に猿の腰掛の名で称される分類群に近縁であるとされる。

## 生態と分布
すべてのものが生きた樹木の細根との間で外生菌根を形成し、一種の共生関係を構築する。また、イボタケ目は汎存種であり、2008年現在では18属250種類を含んでいる。

## 利用
コウタケ（Sarcodon aspratus, 中文名"黑虎掌菌"）は東アジアで食用利用されている。また、Sarcodon imbricatusはヨーロッパで食用にされている。カラスタケ（Polyozellus multiplex）も食用とされ、北アメリカは市販用に採取されている。雲貴高原に自生する干巴菌（Thelephora ganbajun, ガンバージュン）は、中国国内の食用きのことしては最高級品種として扱われている。いくつかの種は現代の手芸染めで羊毛染色用の染料として用いられ、北アメリカではニオイハリタケモドキ（Hydnellum caeruleum）、スカンジナビアではケロウジ（Sarcodon squamosus）、スコットランドではモミジタケ（Thelephora palmata）などが、この用途にしばしば使用されている。